# Łapsze Wyżne
Łapsze Wyżne est une localité polonaise de la gmina de Łapsze Niżne, située dans le powiat de Nowy Targ en voïvodie de Petite-Pologne.